# Déguerpissement

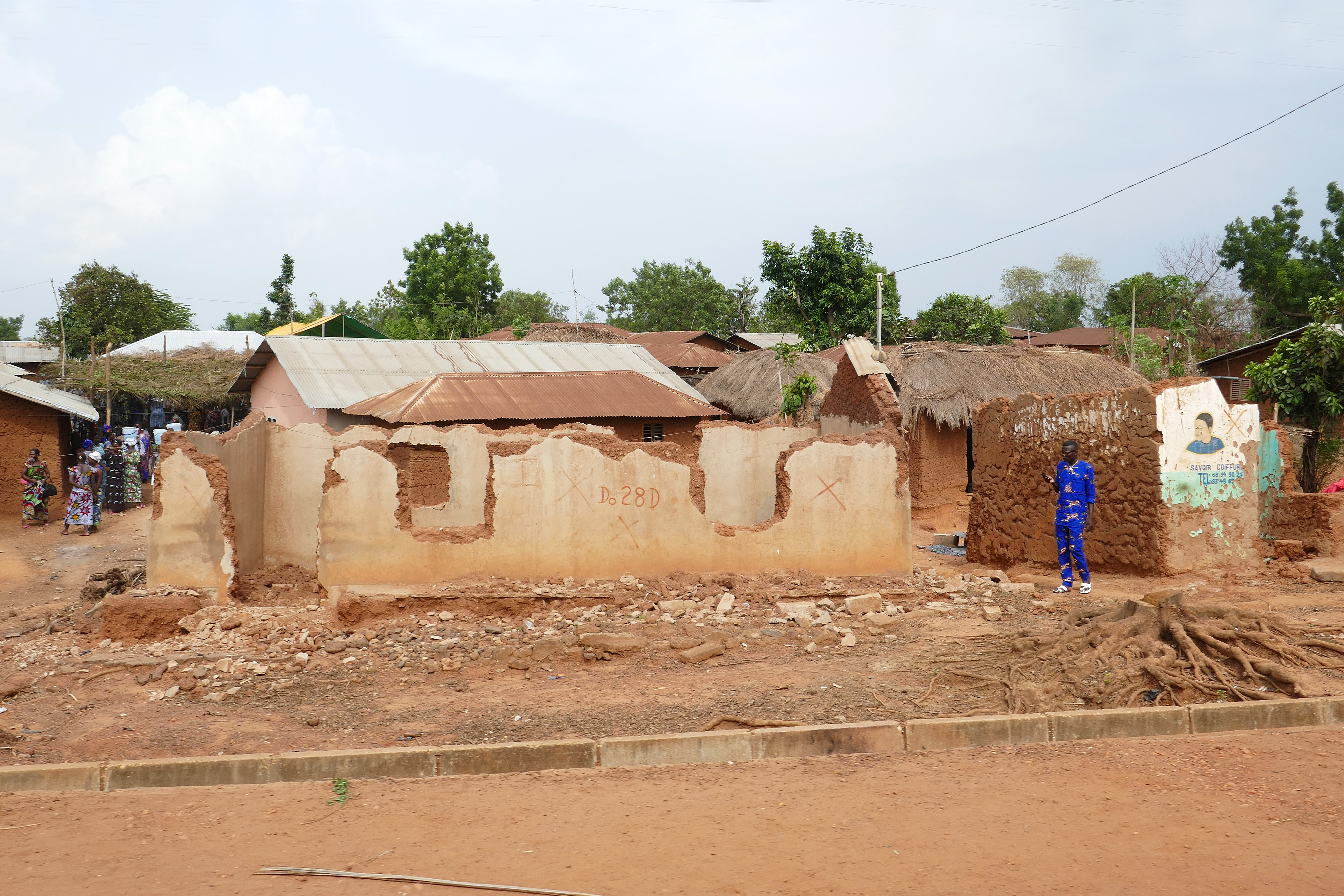
Démolition de constructions non conformes en bord de route – marquées d'une croix rouge – à Lokossa au Bénin en mars 2017, dans le cadre de la libération des espaces publics.

Le déguerpissement est l’opération par laquelle il est fait obligation pour des motifs d’utilité publique à des occupants d’une terre appartenant à la puissance publique de l’évacuer même s’ils ont cultivé ou construit. Il sert donc à mettre fin à une situation d'occupation illégale d'un terrain. Par extension, le terme déguerpissement s'applique aussi à des destructions de bâtiments construits sur des terrains non constructibles.
Les opérations de déguerpissement sont assez courantes dans les pays du Sud où de nombreuses personnes construisent sur des terrains au statut foncier flou. Le déguerpissement n'étant pas une expropriation, les habitants déguerpis ne touchent pas de juste et préalable indemnisation.